# Stuart Symington
William Stuart Symington (ur. 26 czerwca 1901 w Amherst, Massachusetts, zm. 14 grudnia 1988 w New Canaan, Connecticut) – amerykański polityk, działacz Partii Demokratycznej, członek rządu, senator.

## Życiorys
Jako 17-latek służył w armii w czasie I wojny światowej. Studiował następnie na Uniwersytecie Yale. Pracował jako dziennikarz, później studiował nauki inżynierskie (wieczorowo); zajmował kierownicze stanowiska w przedsiębiorstwach prywatnych (był między innymi prezesem Emerson Electric Manufacturing Co. w Saint Louis). W latach 1946–1947 był asystentem sekretarza wojny ds. lotnictwa, a w 1947 został pierwszym sekretarzem ds. sił lotniczych. Stanowisko w rządzie zajmował do 1950.
W 1952 został wybrany do Senatu jako reprezentant stanu Missouri. Zasiadał w Senacie przez cztery kolejne kadencje (od stycznia 1953 do grudnia 1976); zastąpił senatora Jamesa Kema, a mandat po nim objął John Danforth. W 1960 Symington ubiegał się o nominację Partii Demokratycznej w wyborach prezydenckich, ale mimo poparcia Harry’ego Trumana przegrał z Johnem F. Kennedym. Nie zdobył także nominacji na wiceprezydenta. W okresie kryzysu kubańskiego (1962) był jednym z doradców Kennedy’ego.
Był żonaty z córką senatora Jamesa Wadswortha. Jego syn James W. Symington zasiadał w latach 1969–1977 w Izbie Reprezentantów, a kuzyn Fife Symington III był gubernatorem Arizony w latach 1991–1997.